# Mika Yoshizawa
Pour les articles homonymes, voir Yoshizawa.
Mika Yoshizawa (吉澤 美香, Yoshizawa Mika), née en 1959 dans la préfecture de Tokyo, est une artiste peintre et professeur d'université japonaise.

## Biographie
Mika Yoshizawa étudie au Tama Art College de Tokyo et obtient son diplôme en 1984.  Elle y est actuellement professeur.
Dans ses œuvres, Mika Yoshizawa fait des objets du quotidien — tels que fers à repasser, ampoules électriques et récipients à épices — le point de départ de son travail.